# Hakuyō Fuchikami
Hakuyō Fuchikami (淵上 白陽, Fuchikami Hakuyō), 14 novembre 1889 - 8 février 1960, est un des plus importants photographes japonais de la première moitié du XXe siècle.

## Biographie
Né dans la préfecture de Kumamoto, au Japon, Hakuyō Fuchikami étude à Saga et Nagasaki.
En 1922, Fuchikami organise la Nihon Kōga Geijutsu Kyōkai (日本光画芸術協会, litt. «Association d'art photographique du Japon ») et publie le premier numéro du magazine photographique Hakuyō (白陽) dont il poursuit la publication jusqu'en 1926.
En 1928, il déménage en Mandchourie où il est temporairement employé de la Société des chemins de fer de Mandchourie du Sud et en 1933 devient rédacteur en chef du magazine de photographie Manshū Gurafu (満洲グラフ, Pictorial Manchuria).
En 1932, en compagnie d'autres photographes en Mandchourie, il organise la Manshū Shashin Sakka Kyōkai (満洲写真作家協会), (« Association des artistes photographes de Mandchourie ») et publie leur journal Hikaruoka (光る丘, Shining Hills).
Ses travaux, basés principalement sur la photographie picturale (pictorialisme), tendent vers l'expression d'avant-garde influencée par le cubisme comme par les œuvres de František Drtikol et le futurisme ainsi que par la photographie pure, en particulier pendant son séjour en Mandchourie.
Il rentre au Japon en 1941 et continue son activité photographique jusqu'à sa mort.

## Expositions
- Kosei-ha no Jidai, Shōki Modanizumu no Shashin Hyōgen (構成派の時代　初期モダニズムの写真表現?), musée d'art de Nagoya (名古屋市美術館?), 1992 (photographie des arts Déco au Japon)
- Ikyō no Modanizumu (異郷のモダニズム?) (The Depicted Utopia), musée d'art de Nagoya (de), 1994